# Gliese 687
Gliese 687, hay GJ 687 (Gliese - Jahreiß 687) là một sao lùn đỏ nằm trong chòm sao Thiên Long. Đây là một trong những ngôi sao gần Mặt trời nhất và nằm ở khoảng cách xấp xỉ dưới 15 năm ánh sáng. Mặc dù ở gần, nó có cường độ khoảng 9, vì vậy nó chỉ có thể được nhìn thấy qua kính viễn vọng có kích thước vừa phải. Gliese 687 có chuyển động phù hợp cao, tăng 1.304 giây mỗi năm trên bầu trời. Nó có vận tốc tương đối ròng khoảng 39   km / s. Nó được biết là có một hành tinh sao Hải Vương.. Trong những cuốn sách và bài báo cũ, nó được giới thiệu là Argelander Oeltzen 17415.

## Tính chất
Gliese 687 có khối lượng bằng khoảng 40% khối lượng của Mặt trời và gần 50% bán kính của Mặt trời. So với Mặt trời, nó có tỷ lệ các nguyên tố có số nguyên tử cao hơn một chút so với helium. Nó dường như có một vòng quay 60 ngày và hoạt động mạnh về mặt vũ trụ.
Nó hiển thị không có quá nhiều bức xạ hồng ngoại cho thấy bụi quay quanh.

## Hệ thống hành tinh
Nó được biết là có một hành tinh, Gliese 687 b, với khối lượng bằng 18.394 khối Trái đất (khiến nó có thể so sánh với Sao Hải Vương), chu kỳ quỹ đạo là 38,14 ngày và độ lệch tâm quỹ đạo thấp.
| Thiên thể đồng hành (thứ tự từ ngôi sao ra) | Khối lượng | Bán trục lớn (AU) | Chu kỳ quỹ đạo (ngày) | Độ lệch tâm | Độ nghiêng | Bán kính |
| ------------------------------------------- | ---------- | ----------------- | --------------------- | ----------- | ---------- | -------- |
| b                                           | ≥17.2 M🜨   | 0.163             | 38.142                | 0.04        | —          | —        |
| c                                           | ≥16 M🜨     | 1.165             | 727.403               | 0.40        | —          | —        |